# Gustave Guétant
 (septembre 2009).
Si vous disposez d'ouvrages ou d'articles de référence ou si vous connaissez des sites web de qualité traitant du thème abordé ici, merci de compléter l'article en donnant les références utiles à sa vérifiabilité et en les liant à la section « Notes et références ».
 (décembre 2016).
Gustave Paul Guétant est un dessinateur et sculpteur français, né le 25 mai 1873 à Marseille, et mort à Paris 14e, le 21 juillet 1953. Cet artiste a toute sa vie développé un point de vue libre sur le monde de l'art[réf. nécessaire].

## Formation et début de carrière
Originaire d'une famille bourgeoise et protestante marseillaise dont le père Louis était relieur d'art, Gustave Guétant est d'abord attiré par le dessin et souhaite devenir peintre. Il suit à partir de 1893 des études à l'École des beaux-arts de Marseille. Toutefois, déçu de sa formation de peinture, il opte durant sa dernière année 1895-1896 pour la classe de sculpture. En 1896, il devient pensionnaire de sa ville après avoir réussi au concours de sculpture sur le thème de La Rencontre d'Évandre et d'Énée. De 1896 à 1900, il est élève à l'École nationale supérieure des beaux-arts de Paris. Les sculpteurs Louis-Ernest Barrias et Jules Coutan y sont ses maîtres.
Mais en 1900, des circonstances familiales le forcent à revenir à Marseille. C'est une grande déception, rétrospectivement, car il ne peut rester étudiant que jusqu'à l'âge des trente ans règlementaires. Continuer ses études lui aurait ouvert par voie de consécration académique: la participation au concours du prix de Rome.
Il expose régulièrement depuis 1903 au Salon des artistes français, où il est sociétaire. Sensible à l'essor artistique apporté par l'École de Nancy, dont il fréquente les représentants phares, ainsi qu'à l'évolution des Arts décoratifs, il devient membre du jury en 1913. En 1910, il a d'ailleurs été classé hors concours dans la section Art décoratif après avoir réalisé Le livre. Il le restera toute sa vie.
Il est également membre de la Société des aquarellistes, où il expose en 1908. En 1909, l'artiste reconnu de ses pairs, devient officier d'académie.

## La Première Guerre mondiale
Mobilisé le 2 août 1914 dans l'infanterie, il fait partie avec de nombreux méditerranéens, Provençaux, Corses et Alpins de l'Armée des Vosges de novembre 1914 à 1917. Gustave Guétant gagne le front le 2 novembre 1914. Il est d'abord affecté dans les tranchées, puis sa qualité de dessinateur reconnue par une recommandation d'artistes du camouflage lui permet de rejoindre la section topographique de l'armée dès février 1916.
En poste dans les bureaux juste à l'arrière-front, à Saint-Dié, il découvre avec émerveillement la petite ville vosgienne, qui, déjà occupée par l'ennemi et objet de rivalité durant l'été, a subi des destructions importantes, mais qui, bien que souvent bombardée par l'artillerie ou la voie des airs, garde son inimitable cachet ancien. De février à juillet 1916, le dessinateur militaire croque avec ses crayons la ville et ses environs.
En 1954, un an après sa mort, sa veuve lègue au musée de Saint-Dié un lot d'aquarelles et surtout une cinquantaine de ses dessins. Le couple avait été ému d'apprendre la complète éradication en novembre 1944 des lieux qui avaient enchanté le séjour militaire de Gustave après 1916.
Si l'attrait pittoresque de la petite ville industrielle entourée de fermes rurales est presque subit car il ne l'avait traversé sans attention, l'amour de la montagne vosgienne est constant depuis l'hiver 1914. Dès que la saison le permet pendant ses temps libres en 1915, il sort de sa musette de soldat crayon et album et dessine les fermes, les forêts et des scènes quotidiennes. Puis à la belle saison, il observe les vaches, les bœufs sur les têtes desquels le paysan place le joug, les animaux de basse-cour et les animaux domestiques.
Mais bientôt langueur et maladie entravent son service au bureau d'études. Il est retiré de la zone de front en 1917 et passe huit mois à l'hôpital. En février 1918, il est reversé au service auxiliaire, puis réformé le 19 août 1918. Sa femme retrouve un mari à la santé ébranlée, se mouvant difficilement pendant de longues années. Il fallait le ménager, affirme-t-elle, dans ses lettres.

## Œuvres de l'entre-deux-guerres
Guétant reprend dès qu'il le peut une activité de décoration de livres et d'illustrations de couverture dans l'atelier de reliure de sa famille. Il suit l'évolution des arts décoratifs, dans la branche du livre. Il renoue petit à petit avec ses anciens collègues de la Société des artistes décoratifs, d'abord en 1921, puis 1924 et 1925. En 1925, il est membre du jury pour la section du livre à l'exposition internationale des Arts décoratifs et industriels modernes à Paris. En 1927, il est membre actif du jury au Salon des artistes décorateurs.

### Reprise de la sculpture en 1930
Il illustre de nombreux livres, en particulier Polyphème d'Albert Samain, puis, la santé revenant en 1930, il reprend une activité intense de sculpture animalière. Augurant un retour décisif, abondamment salué par la presse spécialisée, il expose dans de nombreux salons de 1931 à 1940. En 1931 et 1932, il renoue activement avec la Société des aquarellistes.
La connaissance patiemment acquise en observant les animaux, sa profonde admiration devant les êtres vivants et secrets — il leur prête des sentiments et des sensations spécifiques au-delà de leurs instincts sophistiqués[réf. nécessaire] — ses discussions intenses avec des artistes partageant le même attrait engendrent les dessins et les sculptures de sa maturité. L'art fluide ou animal de Guétant est aux antipodes de l'illustration de caricature ou de l'expressionnisme choquant ou provocateur qui caractérisent les crayons de la propagande de guerre.
Fort d'un succès artistique assuré, l'artiste milite en 1939 à la Confédération des travailleurs intellectuels.

## Œuvres

### Œuvres dans les collections publiques
- Marseille : Les Deux amis, 1934, groupe de deux lions en bronze, acquis par la ville en 1935.
- Paris :
  - musée d'art moderne de la ville de Paris : Yak du Tibet, 1940, bronze.
  - parc zoologique de Paris : La Lionne assise, 1938, pierre.
- Localisation inconnue :
  - Le Premier crayon, ou Le Chimpanzé écrivant, 1931, bronze, acquis par l'État en 1931.
  - Le Buffle d'Égypte, 1940, bronze, acquis par l'État en avril 1940.
  - Le Lion marchand, acquis par l'État en 1942.
  - Une Lionne au repos, 1937, pierre, acquis par l'État en 1946.
  - Mère Yack allaitant ses petits, 1940, bronze, acquis par l'État en 1953.

### Œuvres exposée au Salon
- 1936, Salon des artistes français :
  - Le Lion debout, médaille de bronze ;
  - Le Lion marchand, médaille de bronze, acquis par l'État en 1942.